# جاك مور (لاعب كرة قدم أسترالية)
جاك مور (بالإنجليزية: Jack Mohr)‏ هو لاعب كرة قدم أسترالية أسترالي، ولد في 11 يوليو 1906، وتوفي في 7 يونيو 1971.

## وصلات خارجية
- جاك مور على موقع AustralianFootball.com (الإنجليزية)
- جاك مور على موقع AFLtables.com (الإنجليزية)